# Dracontioides desciscens
Dracontioides desciscens é uma espécie de planta do gênero Dracontioides e da família Araceae.
Espécie helófita que ocorre entre o Sergipe e o Espírito Santo, em áreas úmidas costeiras (brejosas). Frequentemente ocorre formando densos agrupamentos de indivíduos.

## Taxonomia
A espécie foi descrita em 1911 por Adolf Engler.
O seguinte sinônimo já foi catalogado:  
- Urospatha desciscens  Schott

## Forma de vida
É uma espécie aquática e herbácea.

## Conservação
A espécie faz parte da Lista Vermelha das espécies ameaçadas do estado do Espírito Santo, no sudeste do Brasil. A lista foi publicada em 13 de junho de 2005 por intermédio do decreto estadual nº 1.499-R.

## Distribuição
A espécie é encontrada nos estados brasileiros de Bahia, Espírito Santo e Sergipe.
A espécie é encontrada no domínio fitogeográfico de Mata Atlântica, em regiões com vegetação de floresta ombrófila pluvial e restinga.